# L'Âtre
Pour plus de détails, voir Fiche technique et Distribution.
L'Âtre est un film français réalisé par Robert Boudrioz et sorti en 1923.

## Synopsis
Deux orphelins, Bernard et Jean, sont élevés chez de vieux fermiers en Provence. Une petite orpheline les rejoint et ils sont élevés ensemble. 15 ans plus tard, les deux garçons sont amoureux, et elle doit choisir entre eux deux.

## Fiche technique
- Titre : L'Âtre
- Réalisation : Robert Boudrioz
- Scénario : Alexandre Arnoux
- Producteur : Abel Gance
- Production :  Films Abel Gance
- Lieux de tournage : Studios de la Victorine[1]
- Photographie : Maurice Arnou, Gaston Brun
- Métrage : 1 840 m
- Date de sortie : 5 janvier 1923

## Distribution
- Charles Vanel : Bernard Larade
- Jacques de Féraudy : Jean Larade
- Renée Tandil : Arlette
- Maurice Schutz : Grand-père
- René Donnio : Le domestique